# Sevilla Fútbol Club 2009-2010
Questa voce raccoglie le informazioni riguardanti il Sevilla Fútbol Club nelle competizioni ufficiali della stagione 2009-2010.

## Rosa
| N. |                           | Ruolo | Calciatore          |
| -- | ------------------------- | ----- | ------------------- |
| 1  | Spagna (bandiera)         | P     | Andrés Palop        |
| 2  | Costa d'Avorio (bandiera) | C     | Didier Zokora       |
| 3  | Serbia (bandiera)         | D     | Ivica Dragutinović  |
| 4  | Francia (bandiera)        | D     | Sébastien Squillaci |
| 5  | Argentina (bandiera)      | C     | Aldo Duscher        |
| 6  | Brasile (bandiera)        | C     | Adriano Correia     |
| 7  | Spagna (bandiera)         | C     | Jesús Navas         |
| 9  | Costa d'Avorio (bandiera) | A     | Arouna Koné         |
| 10 | Brasile (bandiera)        | A     | Luis Fabiano        |
| 11 | Brasile (bandiera)        | C     | Renato              |
| 12 | Mali (bandiera)           | A     | Frédéric Kanouté    |
| 13 | Spagna (bandiera)         | P     | Javi Varas          |
| 14 | Francia (bandiera)        | D     | Julien Escudé       |

| N. |                           | Ruolo | Calciatore          |
| -- | ------------------------- | ----- | ------------------- |
| 16 | Spagna (bandiera)         | D     | David Prieto        |
| 17 | Spagna (bandiera)         | C     | Diego Capel         |
| 18 | Spagna (bandiera)         | D     | Fernando Navarro    |
| 19 | Uruguay (bandiera)        | A     | Ernesto Chevantón   |
| 21 | Argentina (bandiera)      | A     | Lautaro Acosta      |
| 22 | Costa d'Avorio (bandiera) | C     | Koffi Ndri Romaric  |
| 23 | Argentina (bandiera)      | D     | Federico Fazio      |
| 24 | Francia (bandiera)        | C     | Abdoulay Konko      |
| 26 | Spagna (bandiera)         | D     | José Ángel Crespo   |
| 28 | Argentina (bandiera)      | C     | Emiliano Armenteros |
| 37 | Finlandia (bandiera)      | A     | Teemu Pukki         |
|    | Spagna (bandiera)         | A     | Álvaro Negredo      |